# Echidna xanthospilos
Echidna xanthospilos és una espècie de peix de la família dels murènids i de l'ordre dels anguil·liformes.

## Distribució geogràfica
Es troba a Indonèsia i Papua Nova Guinea.